# 熊田克隆
熊田 克隆（くまだ よしたか、1939年3月19日 - ）は、日本の実業家。JTCメディアグループの現代表取締役、名古屋アナウンサーアカデミーの現理事長、元ラジオ岐阜のアナウンサー、元中京テレビ放送のアナウンサー。岐阜県岐阜市出身。法政大学卒業。

## 来歴
大学卒業後、ラジオ岐阜に入社。その後、1969年に中京テレビが開局するのに合わせて移籍し、同局第1期のアナウンサーとして入社（同期に山崎正）。中京テレビでは主に報道とスポーツ関連の番組を担当し、ワイドニュース『6時のNEWS』の初代キャスターを務めた。また、第2回NNSアナウンス大賞で大賞を受賞。これは地方局のアナウンサーとしては初の受賞例である。その後、報道部へ異動。記者を務めた後、中京テレビを退社。
1994年、西濃運輸・大垣共立銀行・ジャパンテレビなどからの支援を受けながら番組制作会社JTC（ジャパンテレビ中京）を設立し、JTCメディアグループの代表に就任。以来、テレビ愛知などを相手に数々の番組とイベントを立案・プロデュースし続けている。熊田は局アナウンサー時代から演歌歌手の春日八郎とステージの司会などを通じて親交があり、彼からの影響で『玉ちゃんのいきいき青春歌謡塾』などの演歌歌謡番組を長年制作し続けている。同番組のナレーションは熊田自身が担当しており、また、ラジオ業界においても岐阜エフエム放送（Radio 80）、シティエフエムぎふなどでナビゲーター兼任で番組をプロデュース。ラジオ関西の番組ではパーソナリティも務めている。このほか、理事を務める名古屋アナウンサーアカデミーで後進を育成し、多くのアナウンサーたちを放送業界へ送り出している。